# رينيه روبير
رينيه روبير (بالإنجليزية: René Robert)‏ (و. 1948  م) هو لاعب هوكي الجليد كندي، ولد في تروا ريفيير، مركز لعبه هو جناح ‏. توفي يوم 22 يونيو 2021.

## روابط خارجية
- رينيه روبير على موقع دوري الهوكي الوطني (الإنجليزية)
- رينيه روبير على موقع قاعة مشاهير الهوكي (لاعب أن.إتش.أل) (الإنجليزية)
- رينيه روبير على موقع EliteProspects.com (الإنجليزية)
- رينيه روبير على موقع HockeyDB.com (الإنجليزية)
- رينيه روبير على موقع Hockey-Reference.com (الإنجليزية)